# Bosque protector Cerro Colorado
El Bosque Protector Cerro Colorado es una reserva de bosque seco tropical en el Ecuador. Se encuentra en la parte occidental del país, en la región litoral, en el norte de la ciudad Guayaquil en la provincia de Guayas. Tiene una extensión de 325 hectáreas. El Jardín Botánico de Guayaquil forma parte del bosque. El bosque está amenazado por construcciones ilegales e incendios y hay campañas de reforestación.